# Raised on rock
『Raised on rock』（レイズド・オン・ロック）は、1995年7月5日にリリースしたPATAの2枚目のアルバム。

## 収録曲
1. Raised on rock
  - 作詞：Michell Marcoulier / 作曲・編曲：PATA・日向大介
2. Weirdo
  - 作曲・編曲：PATA・日向大介
3. You're My Everything
  - 作詞：Michell Marcoulier / 作曲・編曲：PATA・日向大介
4. Silence Before The Dawn
  - 作曲・編曲：PATA・日向大介
5. World Gone Insane
  - 作詞：Michell Marcoulier / 作曲・編曲：PATA・日向大介
6. Tea For One
  - 作曲・編曲：PATA・日向大介
7. Fly Away
  - 作曲・編曲：PATA・日向大介
8. Blues For My Babe
  - 作詞：Michell Marcoulier / 作曲・編曲：PATA・日向大介
9. Remind You
  - 作曲・編曲：PATA・日向大介

## 参加ミュージシャン
- PATA - ギター
- 日向大介 - キーボード
- スタン・カタヤマ - ギター、レコーディング・エンジニア
- James Christian - ボーカル （#1,3,5,8）
- Chuck Wright - ベース
- ケン・メアリー - ドラムス
- Junno Homrich - パーカッション